# Sinagoga vecchia di Livorno
La sinagoga vecchia di Livorno, oggi scomparsa, sorgeva non lontano da piazza Grande, all'interno della città pentagonale del Buontalenti (oggi piazza Benamozegh). Costruita nel XVII secolo e più volte ampliata, secondo le descrizioni d'inizio Novecento, era ritenuta la più bella d'Europa e la seconda, per dimensioni, dopo quella di Amsterdam. Devastata dai bombardamenti aerei durante la Seconda guerra mondiale, fu definitivamente demolita per far posto alla nuova sinagoga, inaugurata nel 1962.

## Storia

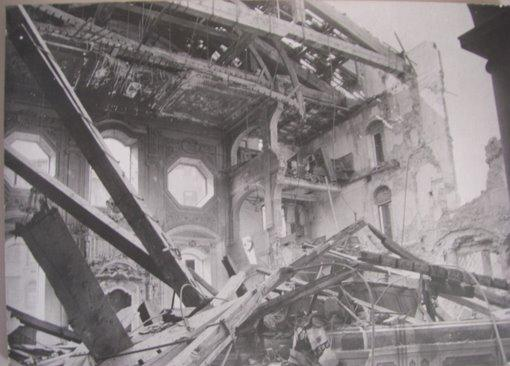
La sinagoga distrutta dai bombardamenti

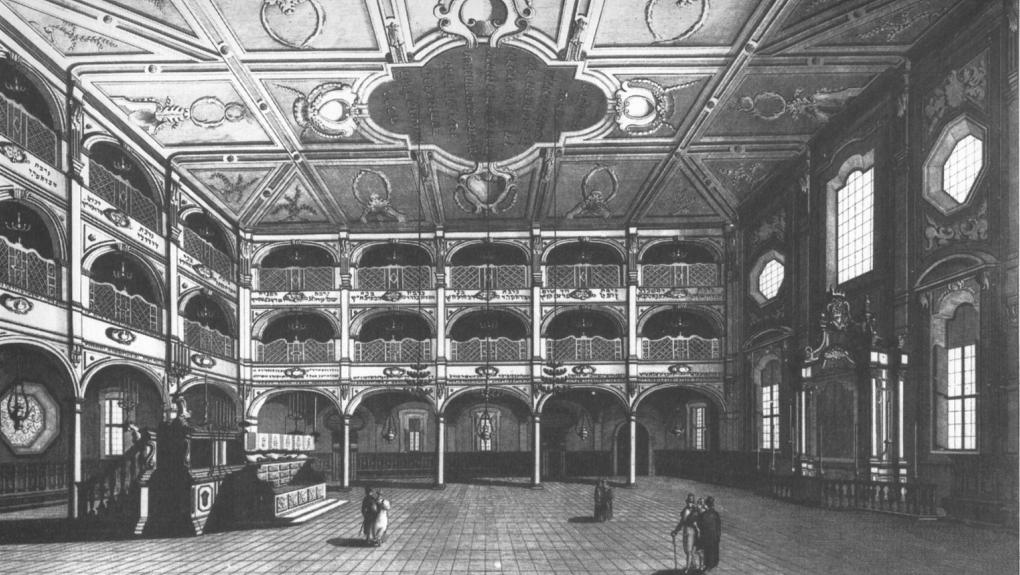
Sinagoga di Livorno nel XIX secolo

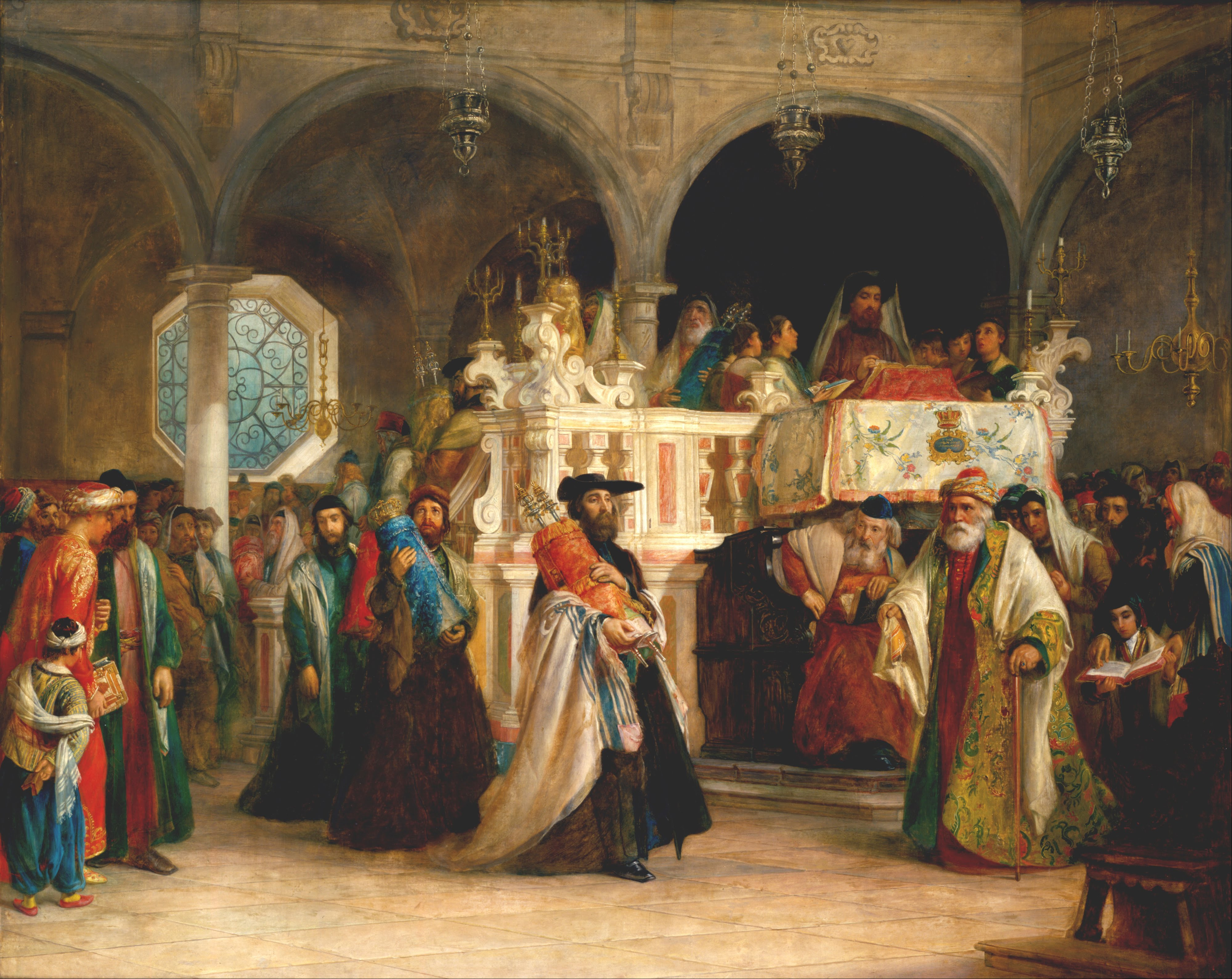
Solomon Alexander Hart, The Feast of the Rejoicing of the Law at the Synagogue in Leghorn, Italy, 1850

Nella legge nota come "Livornina", finalizzata a favorire lo stabilirsi di mercanti di ogni nazione nella nuova città, il granduca Ferdinando I concesse in particolare agli ebrei il privilegio di abitare nelle città di Pisa e di Livorno dove quindi non nacquero ghetti, come in altre città toscane: gli ebrei infatti non erano vincolati dal contratto di azakà che prevedeva il solo diritto d'uso degli immobili, ma avevano la possibilità di comprare beni stabili, pertanto si radicano nel tessuto urbano.
Una vera e propria sinagoga fu eretta a Livorno nel 1603 su progetto di Claudio Cogorano e Alessandro Pieroni, responsabili l'uno delle Fabbriche Militari, l'altro di quelle civili, che realizzano una struttura inizialmente piuttosto modesta e sobria; nel corso del XVII secolo, accrescendosi la presenza ebraica in città, si rende indispensabile un ampliamento.
Nel 1642 si realizzò un'ampia sala di preghiera con due ordini di gallerie su progetto di Francesco Cantagallina. A partire dalla seconda metà del XVII secolo la sinagoga venne arricchita di arredi e suppellettili. Nell'anno 1700 la comunità ebraica livornese chiese al granduca di accrescere ancora il Tempio, il cui interno venne totalmente demolito e ricostruito con i matronei disposti su tre lati. Altri lavori di ampliamento e di arredo furono eseguiti nel corso del XIX secolo, con la costruzione di una nuova facciata verso sud; intorno al 1926, nel contesto degli sventramenti dei quartieri attorno alla via Cairoli, furono demoliti alcuni dei fabbricati seicenteschi che fiancheggiavano la sinagoga.
I bombardamenti della seconda guerra mondiale distrussero parzialmente il tempio. Nel dopoguerra si avviò un lungo dibattito circa la possibilità di ricostruirla dov'era e come era o di procedere all'edificazione di un nuovo edificio. Anche per l'intervento di Bruno Zevi, allora membro del Consiglio superiore dei lavori pubblici, la vicenda della ricostruzione passò dalla competenza della comunità livornese a quella dell'Unione delle comunità ebraiche che vide nell'edificazione della nuova sinagoga di Livorno l'occasione per creare dopo la tragedia della guerra un monumento alla vitalità ebraica, che avrebbe assunto un significato simbolico proprio perché coinvolgeva una comunità numerosa, antica e di grande tradizione rabbinica.